# Elophos grisea
Elophos grisea är en fjärilsart som beskrevs av Feichenberger 1962. Elophos grisea ingår i släktet Elophos och familjen mätare. Inga underarter finns listade i Catalogue of Life.